# Antti Aarnio
Antti Aarnio (* 14. Mai 1981 in Oulu) ist ein ehemaliger finnischer Eishockeyspieler, der im Laufe seiner Karriere für Kärpät Oulu, SaiPa Lappeenranta und HPK Hämeenlinna in der SM-liiga aktiv war. Mit Kärpät wurde er vier Mal Finnischer Meister.

## Karriere
Antti Aarnio spielte bereits im Nachwuchsbereich für Kärpät Oulu, für dessen Profiteam er in der Saison 2001/02 sein Debüt in der SM-liiga gab. Seit seinem Debüt hat der Verteidiger mit Kärpät in den Jahren 2004, 2005, 2007 und 2008 vier Mal den Meistertitel in der SM-liiga gewonnen und wurde 2003 und 2009 Vizemeister. Zudem erreichte er mit Kärpät im Jahr 2005 das Finale um den IIHF European Champions Cup, wobei die Mannschaft dem russischen Vertreter HK Awangard Omsk unterlag. Während der Saison 2005/06 stand Aarnio zwischenzeitlich bei Brynäs IF in der schwedischen Elitserien unter Vertrag.
Zur Saison 2010/11 wechselte Aarnio innerhalb der SM-liiga zu SaiPa Lappeenranta. 

### International
Für Finnland nahm Aarnio an der U18-Junioren-Weltmeisterschaft 1999 teil, bei der er mit seiner Mannschaft Weltmeister wurde. 

## Erfolge und Auszeichnungen
- 2003 Finnischer Vizemeister mit Kärpät Oulu
- 2004 Finnischer Meister mit Kärpät Oulu
- 2005 Finnischer Meister mit Kärpät Oulu
- 2005 2. Platz beim IIHF European Champions Cup mit Kärpät Oulu
- 2007 Finnischer Meister mit Kärpät Oulu
- 2008 Finnischer Meister mit Kärpät Oulu
- 2009 Finnischer Vizemeister mit Kärpät Oulu

### International
- 1999 Goldmedaille bei der U18-Junioren-Weltmeisterschaft